# Maria Antoniou
Maria Antoniou, född 8 december 1964 i Hägersten, Stockholm, är en svensk skådespelare.
Antoniou studerade vid Teaterhögskolan i Stockholm 1986-1989.  Hon har bland annat uppmärksammats för sina roller vid Stockholms stadsteater och Uppsala Stadsteater.
Hon har även varit verksam som skådespelare på TV och i film. Debuten skedde i långfilmen Vargens tid. I serien/filmen Tusenbröder hade hon en återkommande roll som lärare. Hon har även medverkat i Bella - bland kryddor och kriminella (2002) och Livet i Fagervik (2008).

## Filmografi
- 1988 – Vargens tid ("Kvinna i Horats folk")
- 2002 – Bella bland kryddor och kriminella (TV-serie)
- 2003 – Tusenbröder (TV-serie) (till och med 2007)
- 2006 – Tusenbröder – Återkomsten
- 2008 – Livet i Fagervik (TV-serie)

### Fotnoter
1. ↑  Sveriges befolkning
1990:
Antoniou, Maria
2. ↑  ”Maria Antoniou”. Svensk Filmdatabas. http://www.sfi.se/sv/svensk-filmdatabas/Item/?type=PERSON&itemid=323966&ref=%2ftemplates%2fSwedishFilmSearchResult.aspx%3fid%3d1225%26epslanguage%3dsv%26searchword%3dMaria+Antoniou%26type%3dPerson%26match%3dBegin%26page%3d1%26prom%3dFalse. Läst 23 september 2012.
3. ↑  ”Avgångsklassen 1989”. Stockholms dramatiska högskola. http://www.stdh.se/vara-studenter/skadespeleri/tidigare-studenter/studenter-1980-1989/avgangsklassen-1989. Läst 23 maj 2013.
4. ↑  ”Lysande Jason i Medeas roll”. Svenska Dagbladet. 7 december 2002. http://www.svd.se/kulturnoje/scen/lysande-jason-i-medeas-roll_74319.svd.
5. ↑  ”Suveräna dinosaurier sjuder av spellust”. Svenska Dagbladet. 7 oktober 2005. http://www.svd.se/kulturnoje/scen/suverana-dinosaurier-sjuder-av-spellust_464499.svd.
6. ↑  ”Maria Antoniou”. IMDb.com. Arkiverad från originalet den 10 mars 2016. https://web.archive.org/web/20160310012242/http://akas.imdb.com/name/nm0031424/. Läst 23 september 2012.